# バリアディ
バリアディ（Bariadi）はタンザニアの町である。シミユ州の州都である。

## 住民
- スクマ族（英語版）

## 交通

### 道路
イシバニア (タンザニア)からシニャンガをつなぐ道路が南北に通っている。